# Premna taitensis
Espèce
Premna taitensis est une espèce de plantes à fleurs de la famille des Lamiaceae. Elle est endémique de la Polynésie française.